# 賓德沙德勒冰川
賓德沙德勒冰川（英語：Bindschadler Glacier），是南極洲的冰川，位於維多利亞地的斯科特海岸，流經哈勒特半島西部，最終在薩蒙崖和羅伯茨崖之間注入埃迪斯托灣，由新西蘭探險隊命名，現時由南極條約體系管理。